# تد جان بلومن
تد جان بلومن (انگلیسی: Ted-Jan Bloemen؛ زادهٔ ۱۶ اوت ۱۹۸۶) اسکیت‌باز سرعت اهل پادشاهی هلند است.